# Molpadia parvula
Molpadia parvula is een zeekomkommer uit de familie Molpadiidae.
De wetenschappelijke naam van de soort werd in 1981 gepubliceerd door Gustave Cherbonnier & Jean-Pierre Féral.